# Néstor Taboada Terán
Néstor Taboada Terán (La Paz, Bolivia, 8 de septiembre de 1929 - Cochabamba, 9 de junio de 2015) fue un novelista, cuentista, ensayista, historiador, periodista y profesor universitario boliviano.

## Biografía
Estudió Artes Gráficas en el Servicio Nacional de Aprendizaje Industrial de Río de Janeiro, Brasil, y Periodismo en la Universidad Central del Ecuador en Quito. 
Siendo muy joven militó durante un breve período en el Partido de la Izquierda Revolucionaria, hasta formar junto a otros artistas e intelectuales el Partido Comunista de Bolivia en 1950, que luego abandonó. Fue declarado «persona non grata» en La Paz por cuestionar a Pedro Domingo Murillo, precursor de la independencia de Bolivia. Durante el gobierno de Hugo Banzer Suárez, sus libros fueron quemados en 1972 en la plaza «14 de Septiembre» de Cochabamba; el escritor fue arrestado y después de unos meses de detención fue exiliado a Argentina.   
Ejerciendo el periodismo cultural, fundó y dirigió las revistas universitarias Cultura Boliviana de Oruro (1964-1968) y Letras Bolivianas de Cochabamba (1969-1980), y el suplemento Pueblo y Cultura (1985-1989) del diario Opinión.
Su obra motivó el libro del doctor en literatura latinoamericana Keith Richards Lo imaginario mestizo: aislamiento y dislocación de la visión de Bolivia de Néstor Taboada Terán (1999), originalmente presentado en 1994 como tesis doctoral (The mestizo imaginary) en el King's College de la Universidad de Londres.
En 1993 se presenta el musical Manchay Puytu, the Sound of Fear en el Museo de Arte Moderno de Nueva York, y en 1995 el compositor boliviano Alberto Villalpando estrenó la ópera lírica Manchay Puytu, basada en la novela de Taboada Terán.

## Cargos
- Consejero de la Fundación Cultural del Banco Central de Bolivia.
- 1984. Director Ejecutivo del Instituto Boliviano de Cultura. (Viceministerio de Desarrollo de las Culturas).
- 1964. Director de Cultura de la Universidad de Oruro, posteriormente de la Universidad de Cochabamba.
- Miembro de la Academia de la Lengua correspondiente a la Real Academia Española.
- Director de los departamentos de Extensión Cultural de la Universidad Técnica de Oruro y de la Universidad Mayor de San Simón de Cochabamba.[2][3][4]

## Publicaciones
- 2010. Estandarte de libertad. Ensayo histórico de las rebeliones de Chayanta, Tungasuca, Madrid, Charcas, La Paz, Quito y Buenos Aires. Editorial Punto de Encuentro. 308 p.
- 2006. Tierra Mártir: Del socialismo de David Toro al socialismo de Evo Morales. 106 p.
- 2004. Salvador Allende. ¡Mar para Bolivia!.[9] Ensayo. La Paz, Bolivia: Plural Editores. Incluye un texto de Gabriel García Márquez, Chile, el golpe y los gringos y un escrito de Fidel Castro dirigido a Michelle Bachelet en 2005.[10]
- 2002. Que los ángeles te conduzcan al paraíso: (No disparen contra el Papa). Edición actualizada y corregida.
- 2000. La tempestad y la sombra. Novela.
- 2000. Oficio de coraje.
- 1999. King Kong today. Un escritor boliviano en USA. Relatos de viaje.
- 1997. Jachakachi kañuna. Cuento.
- 1994. Ollantay: la guerra de los dioses. Novela. Buenos Aires: Editorial Quetzal. 181 p.
- 1992. Bolivia, una nación privilegiada. Ensayo.
- 1992. Angelina Yupanki, marquesa de la Conquista. Novela. Barcelona, España. Calificada en Europa como la mejor novela del quinto centenario de la conquista de América.
- 1992. Capricho español, crónica de un descubrimiento. Cochabamba: Editorial Océano. 177 p.
- 1989. No disparen contra el Papa. Novela. Relato sobre la vida del pintor boliviano Benjamín Mendoza y Amor Flores.
- 1980. Las naranjas maquilladas. Cuento.
- 1979. El Quijote y los perros. Antología del terror político. Selección de relatos de varios autores.
- 1977. Sweet and Sexy. Cuento.
- 1977. Manchay Puytu: el amor que quiso ocultar Dios. Novela. Argentina; Editorial Sudamericana. Traducida al alemán en la obra Die Liebe, die Gott nicht wollte: Roman de Rudolf Klein en 1989. (Berlín; Weimar: Aufbau-Verlag).
- 1976. Bolivia en el cuento. Estudio.
- 1974. El signo escalonado. Novela. Buenos Aires: Ediciones del Sol. 230 p.
- 1970. Chile con el corazón a la izquierda.
- 1968. Indios en rebelión: hechos de la revolución boliviana. Cuentos. La Paz: Editorial Los Amigos del Libro. 202 p.
- 1968. Mientras se oficia el escarnio. La Paz: José Camarlinghi. 91 p.
- 1964. Cuba, paloma de vuelo popular. Relatos de viaje. Editorial Universitaria. 233 p.
- 1960. El precio del estaño. Novela. Editorial Juventud de Rafael Urquizo. Mención de Honor del Premio Nacional de Literatura, conferido por el Ministerio de Educación y Cultura.
- 1950. Germen. Cuento.
- 1948. Claroscuro. Cuento. Prólogo de Nicolás Fernández Naranjo.[2][3][4]

## Premios y reconocimientos
- 2008. Premio Nacional de Cultura otorgado por el Viceministerio de Desarrollo de las Culturas, Bolivia, en honor a su obra de vida.
- 2008. Mención de honor del Premio Nacional de Novela otorgado por el Viceministerio de Desarrollo de las Culturas, Bolivia, por la novela La virgen de los deseos.
- 2004. Premio Konex Mercosur como la figura más influyente de las Letras en la región.
- 2001. La Universidad de la Tuscia en Viterbo (Italia) instituye una beca para una tesis de grado sobre la literatura boliviana y abre una página web[11] titulada "Literatura Boliviana", ambas en su honor.
- 2000. El Senado de la República Boliviana lo distinguió con la Condecoración Parlamentaria en el grado de Bandera de Oro.
- 1993. El Ministerio de Cultura de Francia lo declara Chevalier des Arts et des Lettres (Caballero de las Artes y las Letras) en grado honorífico.
- 1988. Premio Nacional de Novela Erich Guttentag por No disparen contra el Papa.
- 1980. Primer Premio del Concurso de Cuentos Franz Tamayo de la Alcaldía Municipal de La Paz por Las naranjas maquilladas.
- Faja de Honor de la Sociedad Argentina de Escritores (SADE) por Manchay Puytu: el amor que quiso ocultar Dios.
- 1960. Mención de Honor del Premio Nacional de Literatura por su primera novela El precio del estaño.[2][3][4]